# Nabari (Mie)
Pour les articles homonymes, voir Nabari.
Nabari (名張市, Nabari-shi) est une ville située dans la préfecture de Mie, au Japon.

## Géographie

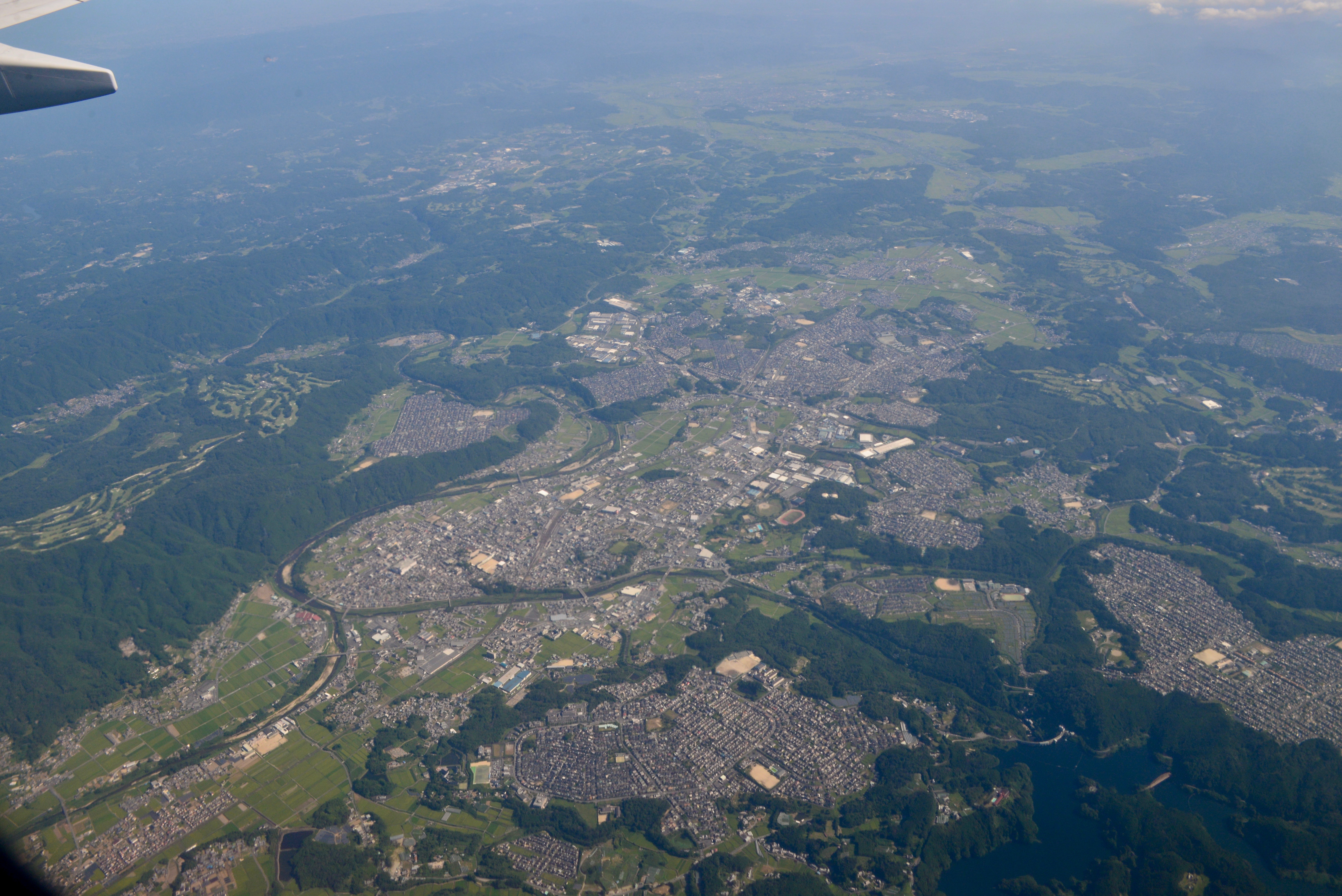
Vue aérienne de Nabari.

### Situation
Nabari est située dans l'est de la préfecture de Mie, à la limite avec la préfecture de Nara.

### Démographie
La ville a  connu une expansion démographique importante entre 1970 et 2000, passant de 30 862 à 84 291 entre ses deux dates. Après une chute de près de 5% entre 2000 et 2010, la population de la ville stagne désormais.
En 2010, la ville de Nabari avait une population de 76 726 habitants, répartis sur une superficie de 129,76 km2 (densité de population de 619 hab./km2). En mars 2022, elle était de 77 472 habitants.

## Histoire
La ville de Nabari a été fondée le 31 mars 1954.

## Culture locale et patrimoine
- Ruines du Natsumi-haiji.

## Transports
Nabari est desservie par les routes nationales 165 et 368.
La ville est desservie par la ligne Osaka de la compagnie Kintetsu. La gare de Nabari est la principale gare de la ville.

## Symboles municipaux
Les symboles municipaux de Nabari sont l'érable, le platycodon et la bouscarle chanteuse.

## Personnalités liées à la municipalité
L'écrivain Edogawa Ranpo est né à Nabari.